# Karlstads högre allmänna läroverk
Karlstads högre allmänna läroverk var ett läroverk i Karlstad verksamt från 1853 till 1968.

## Historia
Den första skolbyggnaden var från 1586, som ersattes av en av sten i slutet av 1600-talet. Skolan var då åtminstone sedan 1675 ett gymnasium. 1759 invigdes en ny skolbyggnad ritad av Carl Hårleman och Carl Johan Cronstedt. Skolans namn var före 1836 Läroverket i Karlstad, därefter till 1846 Högre lärdoms- och apologistskolan i Karlstad och efter 1846 Elementarskolan i Karlstad
I anslutning till läroverksreformen år 1849 ombildades skolan 1853 till ett (högre) elementarläroverk, dock benämnt så först från 1858 , och från 1879 benämnt Karlstads högre allmänna läroverk. 1869 tillkom en ny skolbyggnad, nuvarande Gamla läroverket. 1966 kommunaliserades skolan och delades i två självständiga gymnasieskolor: Sundstagymnasiet (där läroverket bedrivit undervisning i nya lokaler från 1960) och Tingvallagymnasiet. Studentexamen gavs från denna infördes i landet 1864 till 1968 och realexamen från 1907 till 1966.

## Skolbyggnader
Huvudbyggnaden uppfördes i sin nuvarande form 1869 enligt arkitekterna Peter Georg Sundius och C J Westergaard ritningar, med ingång mot Stora Torget.  Gamla läroverket är statligt byggnadsminne sedan 25 januari 1935.
Annexet byggdes som annex till huvudbyggnaden 1913. Det ritades av Stockholmsfirman Hagström & Ekman
Gamla idrottshallen invigdes 1869.

### Bilder

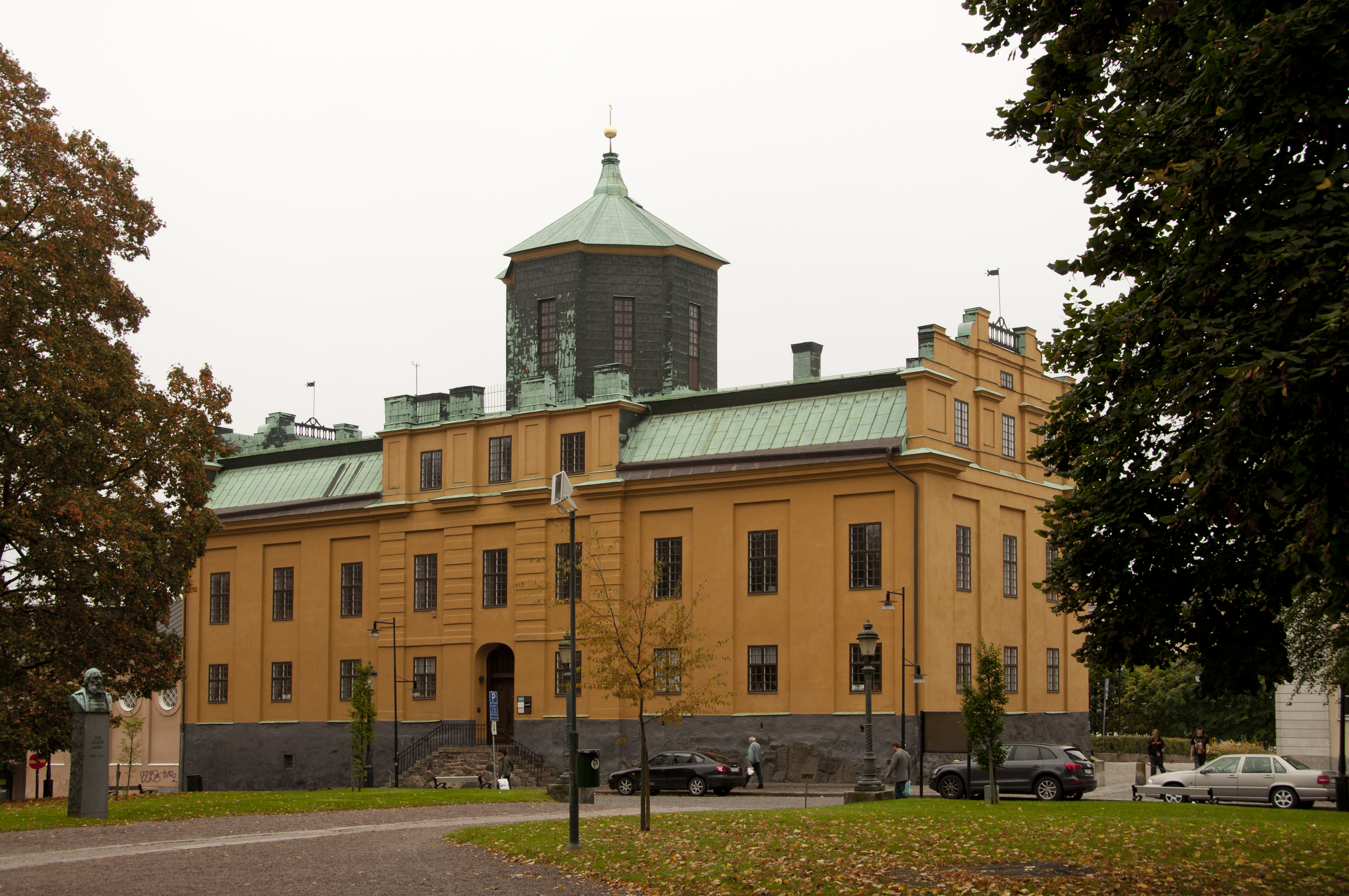
Gamla gymnasiet från 1759
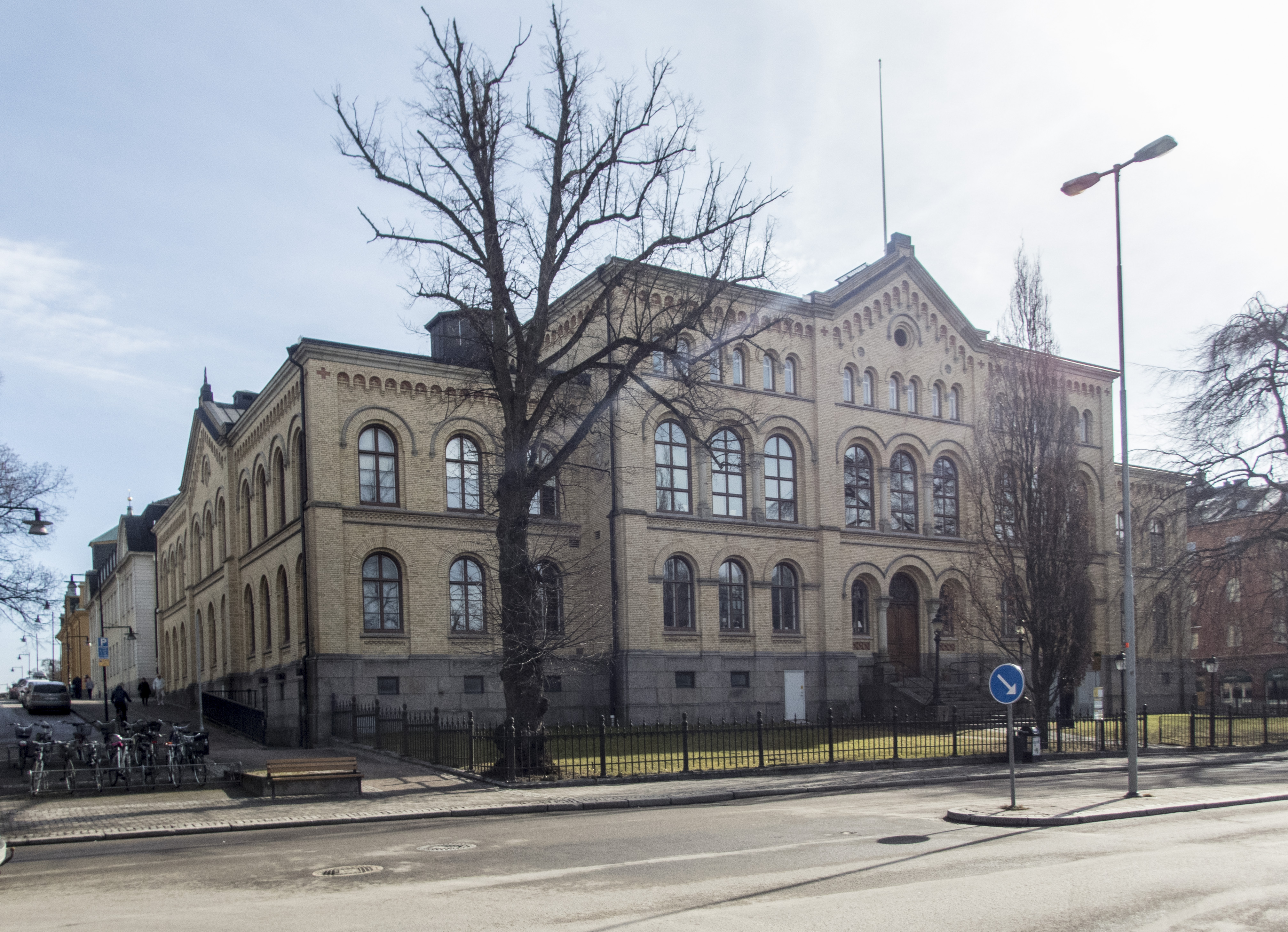
Läroverket från 1869
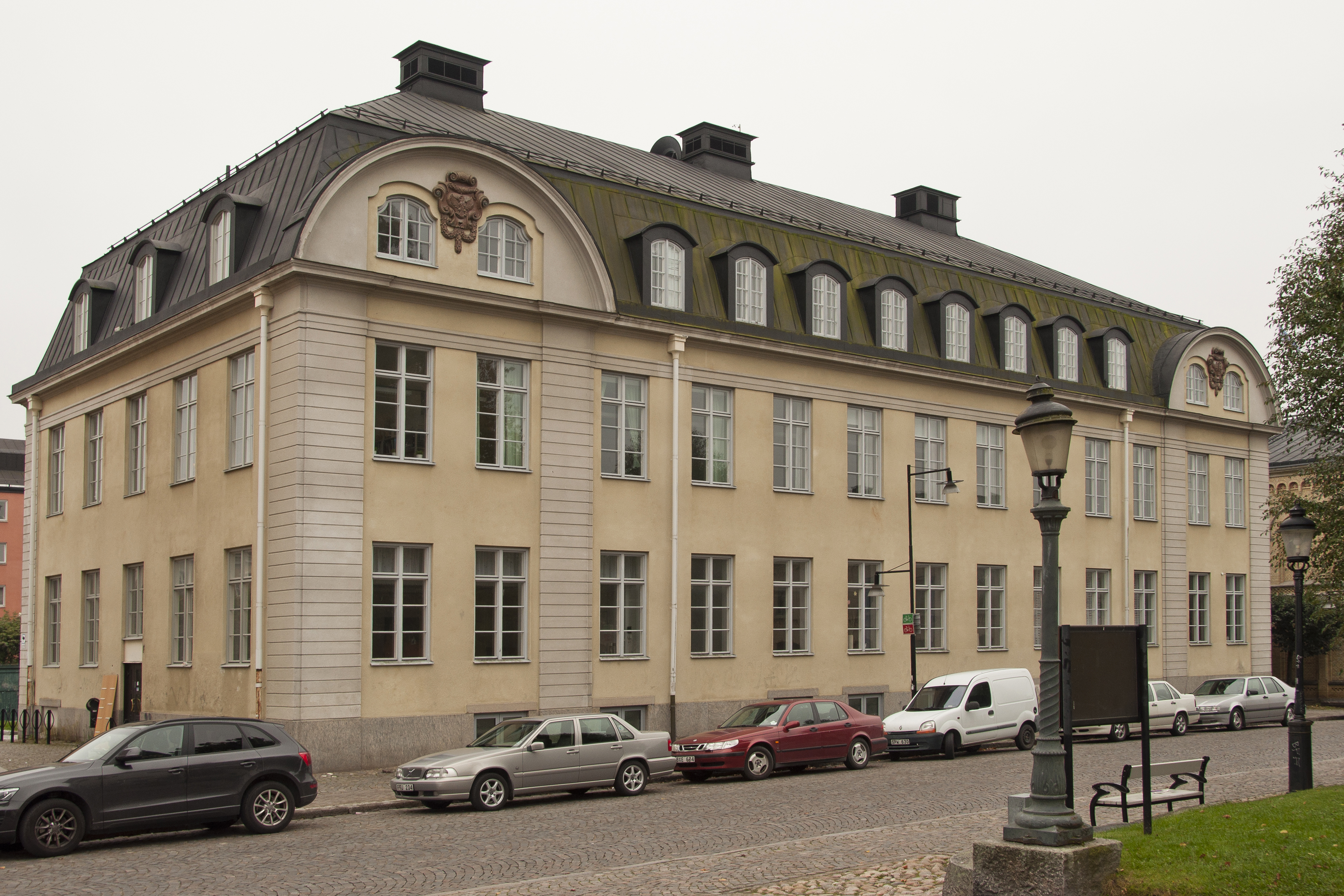
Annexet från 1913

## Berömda personer som gått på läroverket
- Fredrik August Dahlgren, fil.dr, författare.
- Tage Erlander, statsminister.
- Anders Fryxell, teol.dr, historiker, skolman.
- Gustaf Fröding, författare.
- Mauritz Hellberg, tidningsman, politiker.
- Håkan Hagegård, sångare.
- Lars Löfgren, teaterchef, regissör, författare.
- Bosse Parnevik, imitatör, komiker.